# بازار تحلیل سیاست
بازار تحلیل سیاست، بخشی از پروژه نقشه آینده بود که دفتر آگاهی از اطلاعات در مه ۲۰۰۱ آنرا بر پایه بازار معاملات آتی پشنهادی، توسعه داده بود. ایده بازار تحلیل سیاست، نخستین‌بار توسط شرکت نِت اِکسچِینج (به انگلیسی: Net Exchange) ارائه شد. نِت اِکسچِینج شرکت پژوهشی در سن دیگو کالیفرنیا است که متخصص توسعه برخط بازارهای پیش‌بینی است. پس از آنکه چندین سناتور مجلس سنای ایالات متحده آمریکا بازار تحلیل سیاست را بازاری برای ترور و تروریسم خواندند این برنامه در اوت ۲۰۰۳ پایان یافت. رابین هنسون، اقتصاددان دانشگاه جرج میسون و چندین روزنامه‌نگار دیگر نیز چنین نقدی را به این برنامه داشتند. از هنگام پایان کار برنامه بازار تحلیل سیاست، چندین شرکت در بخش خصوصی با چنین ایده‌ای آغاز به کار کرده‌اند.
بازار تحلیل سیاست از روی کارهای رابین هنسون، الهام گرفته شده بود.

## پیشنهاد
بازار تحلیل سیاست قرار بود بازاری برای پیش‌بینی آینده خاور میانه باشد و امکان معامله قراردادهای آینده را بر پایه توسعه سیاسی احتمالی کشورهای خاور میانه فراهم کند. نظریه پشت این برنامه این است که ارزش پولی قراردهای آینده بر روی یک رخداد، احتمال وقوع آن رخداد را نمایان می‌کند. زیرا بازیگران یک بازار، عقلا از روی اطلاعات موثق، ارزش کم یا زیاد یک قرارداد را پیشنهاد می‌کنند. یکی از مدل‌های بازار تحلیل سیاست، بازار آینده سیاسی بود که دانشگاه آیووا اجرا می‌کرد. برنامه این دانشگاه، نتیجه انتخابات‌ها در ایالات متحده آمریکا را درست‌تر از نظرسنجی‌ها و تحلیل صاحب‌نظران سیاسی، پیش‌بینی می‌کرد.

## اعتراض
در ۲۸ ژوئیه ۲۰۰۳ سناتور داکوتای شمالی، بایرون دورگن و سناتور اورگن، ران وایدن در کنفرانس خبری خود ادعا کردند که بازار تحلیل سیاست، اجازه تجارت رخدادهایی چون کودتا، ترور، حمله تروریستی را می‌دهد. زیرا چنین کارهایی روی عکس‌های رابط وبگاه آن برنامه، دیده می‌شدند.
آنها این ایده را نکوهش کردند. ران وایدن گفت: "ایده شرط‌بندی فدرال بر روی قساوت و تروریسم، مسخره و عجیب است." بایرون دورگن این برنامه را "بی‌استفاده، توهین‌آمیز، و تا اندازه باورنکردنی احمقانه" نامید. دیگر منتقدان هم نارضایتی مشابهی نشان دادند. در کمتر از یک روز، پنتاگون، خبر پایان کار بازار تحلیل سیاست را اعلام کرد و در پایان همان هفته، جان پویندکستر رئیس بخشی از آژانس پروژه‌های پژوهشی پیشرفتهٔ دفاعی (دارپا) که مسئول توسعه بازار تحلیل سیاست بود کناره‌گیری کرد. کار روی بازار تحلیل سیاست در سال ۲۰۰۱ (میلادی) آغاز شده و جان پویندکستر در دسامبر ۲۰۰۲ به آژانس پروژه‌های پژوهشی پیشرفتهٔ دفاعی (دارپا) پیوسته بود. رابین هنسون می‌گوید که جان پویندکستر، خیلی کم، درگیر بازار تحلیل سیاست بوده است.

## توسعه بیشتر
سی‌ان‌ان گزارش کرده که بازار تحلیل سیاست را یک شرکت خصوصی به نام نت اکسچینج، اجرا می‌کرده است و قرار است دوباره راه‌اندازی شود. اما ویرایش تازه آن، هیچگونه شرط‌بندی امنیتی بر پایه پیش‌بینی رویدادهای خشونت‌بار مانند ترور یا حمله‌های تروریستی را در بر نمی‌گیرد.
در ۱۱ ژوئن ۲۰۰۷ پاپیولار ساینس برنامه همانندی را با نام «PopSci Predictions Exchange» راه‌اندازی کرد. پروژه دیگر، American Action Market بود که تاد هِرش از آزمایشگاه رسانه ام‌آی‌تی در سال ۲۰۰۳ (میلادی) آغاز به کار آنرا اعلام کرد. American Action Market اجازه شرط‌بندی سودجویانه را روی رویدادهای عمده می‌داد.
هم‌اکنون چندین بازار اقتصادی-تحلیل سیاسی با کارکردهای همانند، وجود دارند. یکی از آنها اینترید (به انگلیسی: Intrade) است که در گذشته، شرط‌بندی‌هایی مانند دستگیری اسامه بن لادن، نتیجه انتخابات ریاست‌جمهوری ایالات متحده آمریکا، و بمباران ایران را ارائه کرده بود. در ۱۰ مارس ۲۰۱۳ به دلیل بی‌نظمی‌های مالی افشا نشده، همه این شرط‌بندی‌ها در وبگاه اینترید از دسترس، خارج شدند.

## نکته‌ها
1. ↑  "On the web site, as a backdrop to bold text, were faint background sample screens. In a small (less than 2 percent) section of two such screens, Polk had included as colorful examples of possible miscellaneous items an assassination of Yasser Arafat, a missile attack by North Korea, and the overthrow of the king of Jordan."[۵]
2. ↑  "DARPA's first call for proposals went out in May 2001 under the name "Electronic Market-Based Decision Support." The call basically said, 'We've heard this works elsewhere; show us it works for problems we care about.' Proposals were due in August, and by December two firms had won SBIR (small business independent research) grants."[۵]